# Semester med innehåll
Semester med innehåll är en bokserie (Libris 132973) från SKS utgiven av Verbum i samarbete med studiebokförlaget.
| Volym | Titel                                            | Författare                      | Utgivningsår                   |
| ----- | ------------------------------------------------ | ------------------------------- | ------------------------------ |
| 1     | Bibelns land - resans mål                        | Erik Beijer                     | 1967                           |
| 2     | Cypern - dramatisk ö                             | Günter Niemeyer                 | 1975                           |
| 3     | Det heliga landet på Jesu tid                    | Erik Beijer                     | 1955, 4. omarbetade uppl. 1968 |
| 4     | Malta - solen och riddarnas ö                    | Lennart Calmegren               | 1974                           |
| 5     | Pauli värld och verk                             | Erik Beijer                     | 1971                           |
| 6     | Strövtåg i fornkyrkans Rom                       | David Svenungsson               | 1973                           |
| 7     | Franciskanska perspektiv                         | Bengt Ingmar Kilström           | 1975                           |
| ?     | I utvandrarnas spår: en bok om Sverige i Amerika | Tell G. Dahllöf                 | 1975                           |
| ?     | Egypten                                          | Torgny Säve-Söderbergh, Bo Frid | 1976                           |